# Жуков, Олег Иванович
Оле́г Ива́нович Жу́ков (укр. Олег Іванович Жуков; 14 сентября 1920, Юзовка, Донецкая губерния, Украинская ССР — 9 апреля 2010, Донецк, Украина) — советский футболист и тренер. Мастер спорта СССР, первый тренер в истории ФК «Карпаты» (Львов).

## Футбольная биография

### Карьера игрока
Футболом Олег Жуков увлёкся с юности, на привокзальном посёлке города Сталино, где он проживал, в середине 1930-х годов собралась неплохая команда из местных ребят, проводившая футбольные баталии со сверстниками из других районов города. В одном из таких матчей, со счётом 6:0 была повержена сильнейшая на то время команда «Динамо» (Сталино). Молодыми футболистами заинтересовалось местное руководство железнодорожников и вскоре была организована команда «Локомотив». Ребята играли на первенство города, представляли Сталино в матчах на Кубок среди коллективов физкультуры. Позже Жуков также играл за команду «Зенит» (Путиловка), где в 1940 году его приметил, тренировавший команду мастеров «Стахановец» Абрам Дангулов и даже пригласил в свою команду. За главную команду Сталино молодой футболист так и не успел сыграть, а вскоре началась Великая Отечественная война.
Вернулся Олег в «Стахановец» уже после освобождения города от фашистских захватчиков, в 1943 году. Стал одним из первых, кто восстанавливал разрушенное футбольное хозяйство. Уже в 1944 году был проведён первый послевоенный официальный турнир — розыгрыш Кубка Украинской ССР, в котором приняли участие и Жуков с партнёрами. Но дойти до финала «Стахановец» не смог. В 1945 году, горняки стартовали в первом послевоенном чемпионате СССР, где заняли 5 место в турнире второй группы, а Олег Жуков забив 7 голов, стал лучшим бомбардиром в своей команде.
В 1946 году нападающий переходит в киевское «Динамо», где 20 апреля дебютирует в стартовом матче восьмого чемпионата СССР «Динамо» (Тбилиси) — «Динамо» (Киев). В том же сезоне, 26 сентября, Олег отличился и своим первым голом в высшем футбольном дивизионе советского футбола, поразив ворота ленинградского «Зенита». Всего же в своём первом сезоне за киевский клуб, Жуков провёл 17 поединков, забив два мяча. Но в целом динамовцы провели неудачный сезон, заняв последнее место и в новом чемпионате команду возглавил Михаил Бутусов, при котором Олег практически не попадал в основной состав. С появлением на тренерском мостике Константина Щегоцкого, нападающий снова стал выходить в составе команды. Но по окончании сезона 1948 года, при активном участии министра угольной промышленности А. Засядько, Жуков покидает Киев и возвращается в «Шахтёр», где провёл последующие три сезона. В горняцкой команде приходилось конкурировать за место в стартовом составе с другими форвардами, задававшими тон в атаке — Виктором Колесниковым, Дмитрием Ивановым, Виктором Фоминым, Александром Пономарёвым. В 1951 году «Шахтёр», возглавляемый Виктором Новиковым, впервые в своей истории стал бронзовым призёром чемпионата. Но Жуков, которому тренер не часто доверял место в стартовом составе, отдавая предпочтение другому нападающему — Виктору Колесникову, приняв участие только в 9 поединках из 28 (менее 50 % сыгранных матчей), согласно регламенту, медалистом так и не стал. А по завершении сезона принял решение завершить игровую карьеру.

### Карьера тренера
С 1958 по 1960 годы Жуков входил в тренерский штаб «Шахтёра» (Сталино), где был помощников возглавлявших в эти годы команду А.Дангулова, В.Новикова, К.Щегоцкого. В 1960 году Жуков переходит на самостоятельную тренерскую работу, став у руля созданной в городе Жданов команды «Авангард», позже сменившей название на «Азовсталь». В конце 1961 года, назначается на должность старшего тренера кадиевского «Шахтёра».
В начале 1963 года, возглавлявший Федерацию футбола Украинской ССР Николай Кузнецов предложил Жукову возглавить, созданную во Львове футбольную команду «Карпаты». И тренер, перед этим отказавшийся от предложения поработать в Днепропетровске, на этот раз дал согласие. Переехав во Львов, Жуков приступил к созданию нового коллектива, основу которого составили местные футболисты, а помощником стал бывший игрок киевского «Динамо» Эрнест Юст. И уже 21 апреля 1963 года, состоялся официальный дебют команды, которая на львовском стадионе СКА, со счётом 1:0 одержала победу над гомельским «Локомотивом». В целом, подопечные Олега Жукова провели сезон, как для новосозданной команды, довольно не плохо, заняв 7 место во второй группе класса «А». После завершения чемпионата, по решению Руководства Федерации футбола, вынужден был вернуться в Донецк. В 1965 году был старшим тренером, выступавшей в классе «Б», команды «Локомотив» (Донецк). Позже, в течение многих лет работал в донецком ДСО «Авангард», где возглавлял отдел футбола, был инспектором федерации футбола Донецкой области.
В августе 2006 года, Олег Жуков, вместе с другими ветеранами донецкого «Шахтёра», был награждён почётным знаком «За заслуги перед клубом» 2 степени. А в 2009 году Жуков, последний оставшийся из плеяды футболистов донецкой команды 1951 года, возглавил колонну ветеранов команды, на торжественном открытии нового красавца стадиона «Донбасс Арена».
Скончался Олег Иванович Жуков 9 апреля 2010 года, после инсульта.